# 39番街駅
39番街駅（39番街-ダッチ・キルズ駅とも）はニューヨーク市地下鉄BMTアストリア線の駅で、クイーンズ区ロングアイランドシティの39番街-31丁目にある。終日N系統が停車し、平日にはW系統も停車する。

## 駅構造
| P ホーム階 | 相対式ホーム、右側扉が開く | 相対式ホーム、右側扉が開く |
| P ホーム階 | 南行緩行線                 | ← コニー・アイランド-スティルウェル・アベニュー駅行き（クイーンズボロ・プラザ駅） ← 平日のみ：ホワイトホール・ストリート駅行き（クイーンズボロ・プラザ駅） |
| P ホーム階 | 混雑方向急行線             | ← 定期列車なし |
| P ホーム階 | 北行緩行線                 | → アストリア-ディトマース・ブールバード駅行き（36番街駅）→                                                                                                 |
| P ホーム階 | 相対式ホーム、右側扉が開く | |
| M          | 改札階                     | 改札口、駅員詰所、メトロカード自動券売機 |
| G          | 地上階                     | 出入口 |

39番街駅はアストリア線の他の駅と同じく、IRTの路線として1917年2月1日に開業した高架駅で、当時はBRT（後のBMT）との共同運行が行われていた。2面3線の相対式ホームを有する。中央の線路は駅の南側で両側の線路と合流している。この線路は2002年頃までは使用されていたが、現在は営業運転では使用されていない。 
プラットホームにはガラス張りの風防が設けられ、両端を除く全体には屋根が架けられている。駅名標はニューヨーク市地下鉄で標準的な黒地に白のレタリングを施したものであり、「39 Av - Dutch Kills」と書かれている。
39番街駅は、2015年から2019年にかけてのMTAの投資計画で全面改修の対象となる30駅のひとつに挙げられており、2018年7月2日から翌2019年1月28日まで改修工事を行った。この改修により、Wi-Fiや携帯電話の充電ステーションが導入され、サイネージや駅舎照明の改善が図られた。この工事は2017年4月14日に締結された契約の下でスカンスカ社によって行われた。

### 出入口
ホームおよび線路の下に駅舎が設けられている。各ホームから2本の階段で降りると、新聞スタンドと改札機が設けられたホーム間連絡通路に降りることができる。改札を出るとトークンブースがあり、その先に39番街-31丁目交差点の北西角および南東角に降りる階段がある。ホームの階段の基部には、通りに出る階段に直接出られる非常口が設けられている。